# Yū Miyake
Pour les articles homonymes, voir Yū.
Yū Miyake (三宅 優, Miyake Yū) est un compositeur et ingénieur du son travaillant pour l'entreprise de jeu vidéo Namco depuis 1998,. Il est principalement connu pour la bande originale du jeu Katamari Damacy sorti en 2004.